# Tube de Rubens

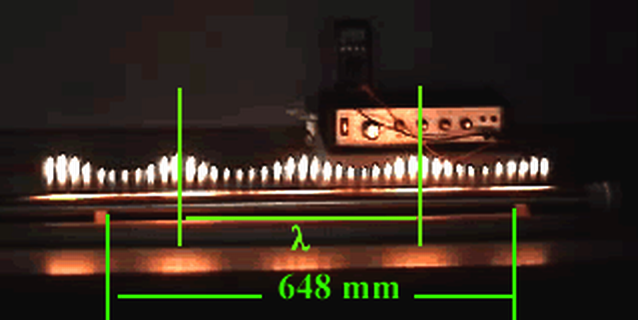
Mesure de la longueur d'onde d'un son.

Le tube de Rubens est un dispositif qui permet de montrer et de mesurer approximativement la longueur d'onde d'un son stable. Heinrich Rubens a présenté cette variation spectaculaire du tube de Kundt fin 1904. August Kundt avait été le directeur de thèse de Rubens.
Une membrane vibrante termine un tube dont l'autre extrémité est obturée. Le tube est perforé de petits trous situés à intervalles réguliers le long d'une génératrice parallèle à son axe. Un gaz combustible (par exemple du méthane, du butane, ou du propane) est injecté par un orifice inférieur situé à mi-longueur du tube et s'échappe librement par les petits trous tous dirigés vers le haut. Après avoir purgé le tube avec le gaz suffisamment longtemps pour éliminer l'air résiduel et éviter ainsi tout risque d'explosion du tube, le gaz est enflammé à l'extérieur du tube. Chaque trou produit une petite flamme. Le système étant au repos, en l'absence d'onde sonore (produisant des variations périodiques de pression du gaz dans le tube), la hauteur des flammes est uniforme. Quand on place une source sonore (un haut-parleur) face à la première membrane située à l'entrée du tube, l'onde sonore se propage dans le gaz contenu dans le tube et se réfléchit sur la seconde membrane située à l'autre extrémité du tube. L'onde sonore est ainsi renvoyée d'une membrane à l'autre dans le milieu gazeux contenu dans le tube. Le gaz est alternativement comprimé puis détendu localement en chaque point situé sur l'axe du tube par l'onde sonore qui se propage au sein du milieu gazeux. Aux multiples de la fréquence de résonance du tube, une onde stationnaire se forme, et la hauteur des flammes représente l'alternance de ventres et de nœuds de cette onde stationnaire. Un piston permet d'ajuster la longueur, et, par conséquent, la fréquence de résonance du tube.
Les flammes sont plus hautes quand la pression du gaz ne varie pas, aux nœuds de l'onde stationnaire. La longueur entre deux crêtes, ou creux, est la demi-longueur d'onde.

## Histoire
L'expérience d'origine utilisait un tube de 8 cm de diamètre, long de 4 m et de percé d'une centaine de trous de 2 mm de diamètre. Les flammes avaient environ un centimètre de haut,.

## Explication

Les points rouges correspondent aux points où la pression ne varie pas et où les flammes sont les plus grandes. L'onde bleue est l'onde incidente et l'onde rouge l'onde réfléchie. L'onde noire correspond à l'addition des deux ondes.

La pression moyenne dans le temps est égale en tout point du tube et il n'est pas évident d'expliquer les différentes hauteurs de flamme.
Du fait de la réflexion de l'onde à l'extrémité du tuyau, l'onde réfléchie et l'onde incidente s'additionnent. Les ondes réfléchie et incidente se composent pour former une onde stationnaire qui détermine les surpressions et dépressions visualisées par l'augmentation ou la diminution du débit de gaz et donc des hauteurs de flammes.
La hauteur de la flamme est proportionnelle au débit de gaz. Selon le théorème de Bernoulli, ce débit est proportionnel à la racine carrée de la différence de pression entre l'intérieur et l'extérieur du tube. Par conséquent, la hauteur de la flamme dépend de manière non linéaire de la pression locale. La moyenne temporelle du flux est réduite aux points où la pression oscille et les flammes sont donc plus basses : la partie au-dessus de la moyenne fait moins augmenter le débit que la partie en dessous de la moyenne ne le fait réduire et, comme l'oscillation sinusoïdale est symétrique, le débit moyen est moindre.

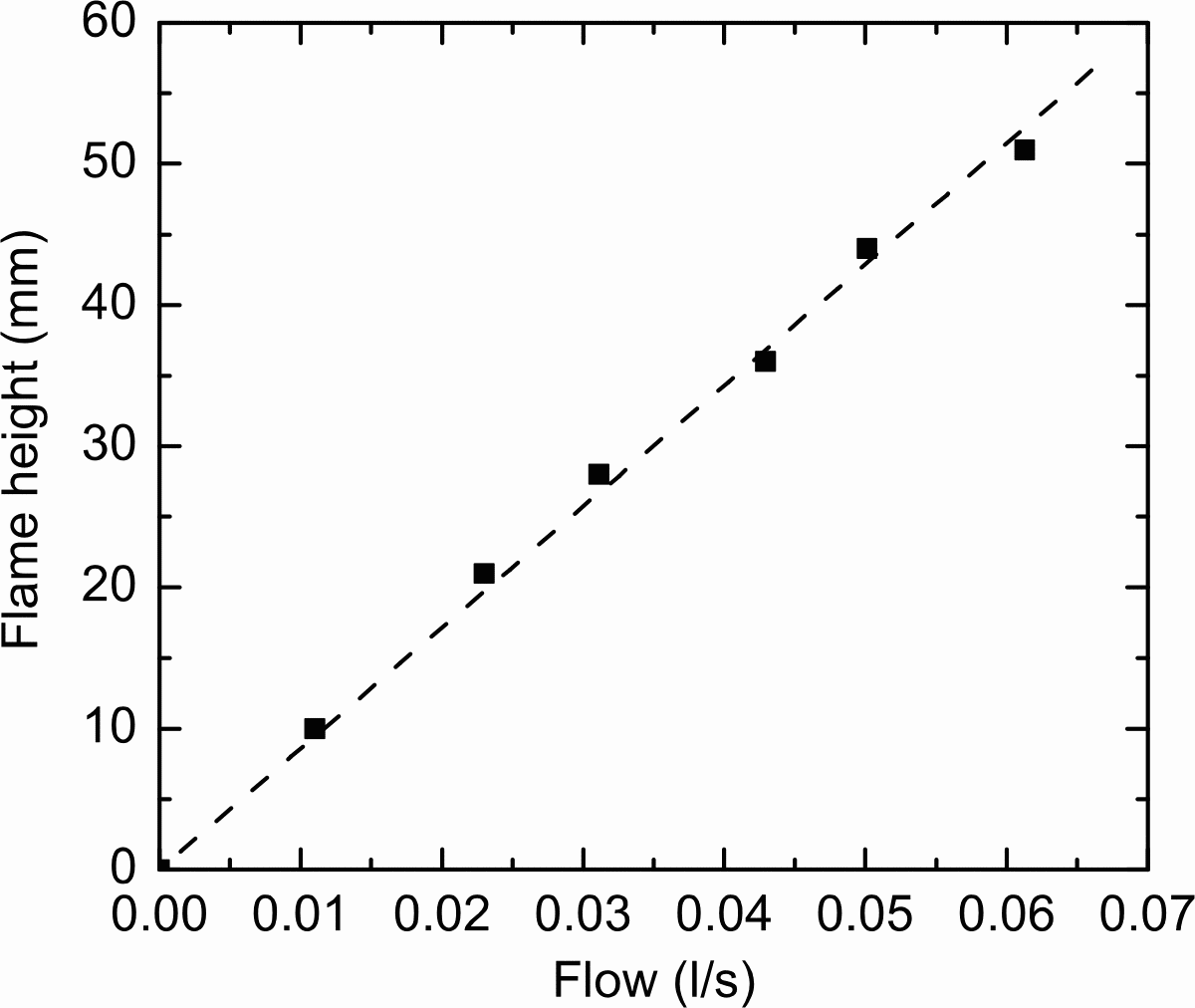
Hauteur de la flamme sur un tube de Rubens (sans onde sonore stationnaire) pour différents débits de gaz naturel. La ligne en pointillé est un ajustement linéaire.
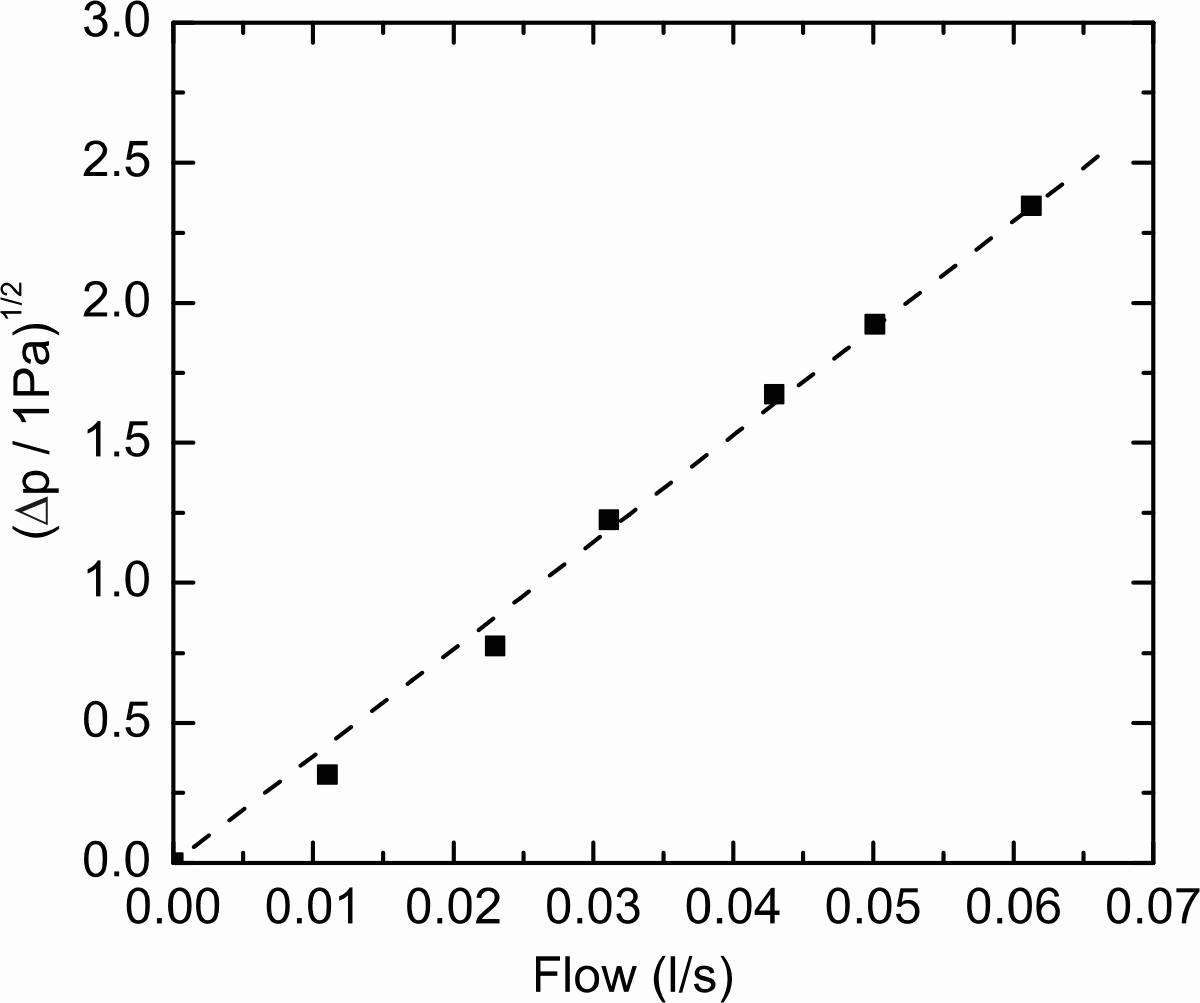
Racine carrée de la différence de pression entre l'intérieur et l'extérieur du tube de Rubens (sans onde sonore stationnaire) pour différents débits de gaz naturel. La ligne en pointillé est un ajustement linéaire.